# جامع الخاتون
جامع الخاتون أو جامع مريم خاتون هو من مساجد العراق الأثرية والتاريخية، ويقع في محلة حوش الخان على شارع نينوى في الموصل.

## تاريخ الجامع
ولقد بناه محمد أمين بك ابن محمد باشا ابن الغازي محمد أمين باشا ابن الحاج حسين باشا الجليلي في سنة 1241هـ وسمي بجامع الخاتون نسبة إلى الموقفة عليه وهي مريم خاتون (توفيت سنة 1262هـ - 1846م) أخت المومأ إليه محمد أمين بك وأمها هي هبة الله خاتون بنت عبد الله.
وفي سنة 1340هـ أجرى سليمان سامي بك ابن عبد الله بك ابن عبد الرحمن باشا الجليلي ترميمات للجامع، وقد مدحه لذلك أحد الشعراء قائلا:
ولقد قامت وزارة الأوقاف بإعادة اعماره وترميمه سنة 1398هـ/1978م. وللمصلى باب واحد وهو من الابواب الجميلة، ومحراب المصلى جميل يزينه زهرات من اللوتس ومكتوب عليه( كلنا دخل عليها المحراب موقوتا 1241هجري.^٤

## مدرسة الجامع
أنشأ عثمان الحيائي الجليلي المدرسة العثمانية داخل الجامع ودّرس فيها. ومنقوش على بابها هذه الأبيات: